# Лимнаде
Лимнаде или Лимнатиде (грч. Λιμνητις, Λιμνητιδες) су у грчкој митологији биле нимфе.

## Митологија
Њихово име је изведено од грчке речи limnê, што значи „језеро“, јер су ове нимфе биле Најаде са језера. У ствари, према неким изворима, насељавале су опасна језера и мочваре. Једна од Лимнада је била Салмакида.